# Nyina Apollonovna Ponomarjova
Nyina Apollonovna Ponomarjova (oroszul: Нина Аполлоновна Пономарёва) (Szmicska, 1929. április 27. – Moszkva, 2016. augusztus 19.) Európa-bajnok és kétszeres olimpiai bajnok szovjet-orosz diszkoszvetőnő, aki még születési nevén, Nyina Apollonovna Romaskovaként (oroszul: Нина Аполлоновна Ромашкова) az 1952-es helsinki olimpián szerezte meg a Szovjetunió első olimpiai bajnoki címét .

## Pályafutása
1947-ben, egyetemi tanulmányainak megkezdésével kezdett atletizálni: eleinte futóként, később diszkoszvetőként. Először 1951-ben, végül összesen nyolcszor volt szovjet bajnok (1951–1956 és 1958-1959).
1952. július 20-án lett a Szovjetunió első olimpiai bajnoka a helsinki olimpián 51,42 méteres olimpiai rekorddal. Győzelmét követően a külföldi média az iron lady névvel illette őt. Egy hónappal az olimpia után Odesszában 53,61 méteres világcsúcsot dobott. Az 1954-es berni Európa-bajnokságon szintén az első helyen végzett. 1955-ben 56,62 méteres dobásával érte el élete legjobbját. Míg az 1956-os melbourne-i olimpián sérülten bronzérmes lett, addig az 1960-as római olimpián ismét aranyérmet szerzett. Az 1964-es tokiói olimpián a tizenegyedik helyen végzett.
Sportolói pályafutását követően, 1966-tól edzőként dolgozott tovább Kijevben. 1998-ban költözött vissza Oroszországba.